# Гудзенко Семен Петрович
Семе́н Петро́вич Гудзе́нко (нар. 5 березня 1922, Київ — пом. 12 лютого 1953, Москва) — радянський поет воєнної генерації, романтичного напрямку.

## Біографія

Меморіальна дошка Семенові Гудзенку в Києві

Народився 5 березня 1922 року в Києві в українсько-єврейській інтелігентській сім'ї інженера і вчительки. 1939 року переїхав до Москви, щоб навчатися в Московському інституті філософії і літератури. Учасник німецько-радянської війни. Друкувався з 1944 року.
Помер 1953 року від ран, отриманих на війні.
Автор збірок поезій:
- «Однополчани» (1944),
- «Курская тетрадь» (1947),
- «Закарпатские стихи» (1948) тощо.

Його вірші використано у фільмі «Хто повернеться — долюбить» (1966).

## Про своє покоління
|  | Мы не от старости умрём, — От старых ран умрём. Так разливай по кружкам ром, Трофейный рыжий ром! |